# Tom Saunders
Thomas William „Tom“ Saunders (* 21. April 1938 in Detroit; † 13. Februar 2010 in Grosse Pointe Park) war ein US-amerikanischer Musiker (Kornett, Gesang) und Bandleader des Dixieland Jazz.

## Leben und Wirken
Saunders gehörte über 40 Jahre der Hot-Jazz-Szene von Detroit an; bekannt vor allem als Leiter der Detroit Jazz All-Stars. Er spielte mit sieben Jahren Kornett; mit neun trat er bereits in der Band seines Bruders auf und hatte mit 13 Jahren eine erste eigene Formation. Nach Ableistung des Militärdienstes bei der Kriegsmarine ging Saunders mit Pee Wee Hunt und schließlich mit seinem Idol Wild Bill Davison auf Tournee, dessen Spiel früh seinen eigenen Stil beeinflusste; 1965 wirkte er bei Davisons Album Surfside Jazzz mit. In den 1960er und 1970er Jahren gründete er die Formation The Surfside Six und spielte in den Lokalen wie der Surfside Lounge und dem Dearborn Town House. In den 1980ern trat er als Solist mit eigenen Bands auf Jazzfestivals und Jazzpartys auf. In den 1990er Jahren gründete er die Wild Bill Davison Legacy Band, zu der Bill Allred, Johnny Varro, Chuck Hedges, Danny Moss, Marty Grosz, Isla Eckinger und Butch Miles gehörten.
Saunders wirkte außerdem bei Aufnahmen von Cleff Leeman und Jeanie Lambert mit und spielte in England in der Alex Welsh Tribute Jazz Band. 2002 wurde er mit dem Sacramento Jazz Jubilee Emperor ausgezeichnet. Der Kornettist ist nicht mit seinem Neffen, dem New Orleanser Tubisten/Bassisten gleichen Namens zu verwechseln.

## Diskografische Hinweise
- International Chicago-Jazz Orchestra: That's a Plenty (JHM, 2001) mit Heinz Bigler, Bill Allred, Johnny Varro, Isla Eckinger, Rolf Rebmann
- Tom Saunders' Midwest All Stars Live at the Firefly (PKO, 2003)
- Tom Saunders' Midwest All Stars Live at the Firefly Volume 2 (PKO, 2003)

## Lexikalischer Eintrag
- Richard Cook, Brian Morton: The Penguin Guide to Jazz on CD. 6. Auflage. Penguin, London 2002, ISBN 0-14-051521-6.